# Eva-Maria Edinger
Eva-Maria Edinger (13 de junio de 1966) es una deportista austríaca que compitió en natación sincronizada. Ganó dos medallas en el Campeonato Europeo de Natación, bronce en 1981 y oro en 1985.

## Palmarés internacional
| Campeonato Europeo | Campeonato Europeo | Campeonato Europeo | Campeonato Europeo |
| Año                | Lugar              | Medalla            | Prueba             |
| ------------------ | ------------------ | ------------------ | ------------------ |
| 1981               | Split (Yugoslavia) | Medalla de bronce  | Dúo                |
| 1985               | Sofía (Bulgaria)   | Medalla de oro     | Dúo                |